# Les Proscrits (film, 1918)
Pour plus de détails, voir Fiche technique et Distribution.
Les Proscrits (Berg-Ejvind och hans hustru) est un film suédois réalisé par Victor Sjöström et sorti en 1918.

## Synopsis
L'action se situe en Islande, au milieu du XIXe siècle. Kári trouve du travail chez la riche veuve Halla. Ils tombent amoureux rapidement. Un jour, un homme reconnaît Kári : il s'agit en fait d'Eyvind, un voleur en fuite. Eyvind s'enfuit dans les montagnes où il est bientôt rejoint par Halla. Ils ont un enfant et vivent heureux jusqu'au jour où Arnes, un vieil ami d'Eyvind apparaît...

## Fiche technique
- Titre : Les Proscrits
- Titre original : Berg Ejvind och hans hustru (Berg Eyvind et sa femme)
- Réalisation : Victor Sjöström
- Scénario : Sam Ask, V. Sjöström d'après la pièce de Jóhann Sigurjónsson, Fjalla-Eyvind (1911).
- Directeur de la photographie : Julius Jaenzon (crédité J. Julius)
- Décors : Axel Esbensen
- Production : Svenska Biografteatern
- Pays de production :  Suède
- Format : noir et blanc - 1,33:1 - 35 mm - film muet
- Genre : drame
- Durée/Métrage : 136 minutes / 2 781 mètres
- Date de sortie : 1er janvier 1918

## Distribution
- Victor Sjöström : Berg-Eyvind
- Edith Erastoff : Halla
- John Ekman : Arnes

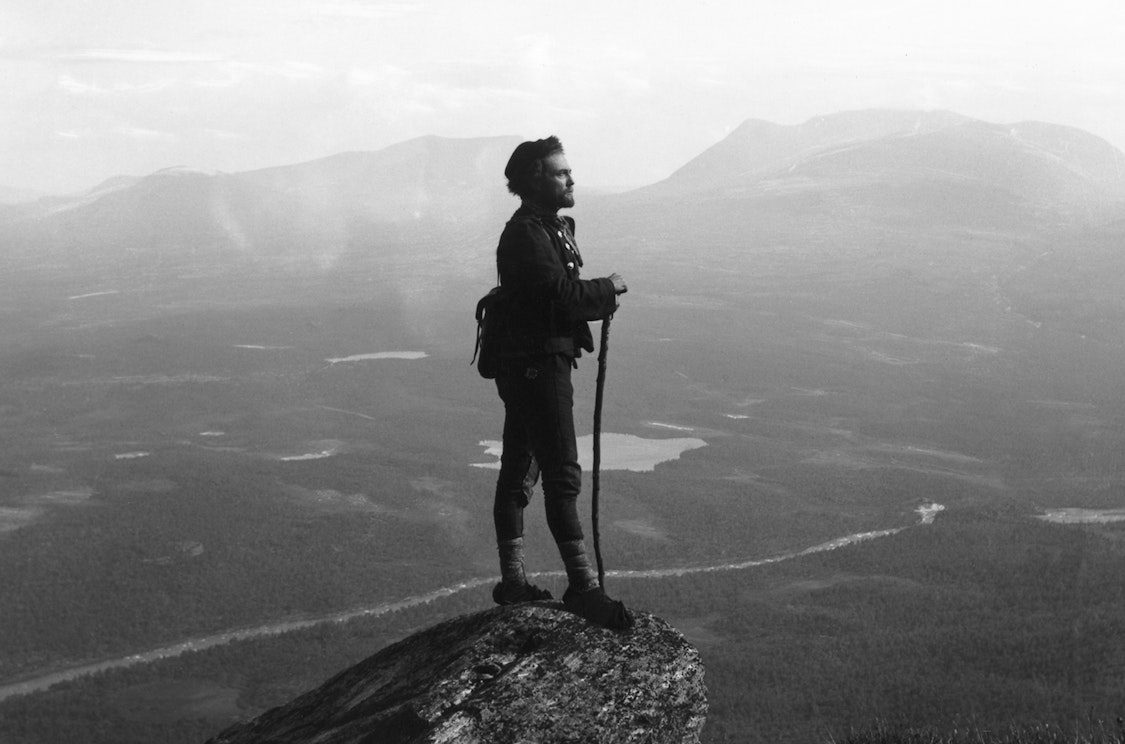
Image extraite du film.

- Jenny Tschernichin-Larsson : Gudfinna
- Artur Rolén : Farmhand
- Nils Aréhn : Björn
- William Larsson : Bjarni
- Sigurd Wallén : un homme venant à la rencontre de Berg-Eyvind

## Commentaires
- « Victor Sjöström poursuit le discours entrepris avec Terje Vigen : la lutte de l'individu contre une société hostile et contre un ennemi impitoyable : la nature elle-même. »[1] Cette nature qui constitue le troisième personnage du film, selon Louis Delluc, qui, en 1921, lors de la sortie du film en France, s'extasie ainsi : « Voilà, sans aucun doute, le plus beau film du monde. [...] Sjöström l'a réalisé avec une dignité qui dépasse tout commentaire. »[2] « Les montagnes, un geyser, le torrent où les proscrits, Berg-Eyvind et Halla, noient leur enfant, la neige où ils s'enfoncent sont des personnages du drame [...] », ajoute Georges Sadoul[3].
- « Seuls certains films de Erich von Stroheim comme Maris aveugles ou Les Rapaces donnent une impression aussi physique de réalité. Doté du même sens de conteur que Griffith, c'est en virtuose que Sjöström organise les masses de son récit, par exemple les retours en arrière qui font contraster les moments édeniques qu'ont vécus les proscrits avec leur vieillesse haineuse », juge Jean-Loup Bourget[4].
- Selon Peter Cowie, Berg-Eyvind (interprété par Victor Sjöström) est un précurseur du chevalier du Septième Sceau de Bergman : comme ce dernier, il « refuse de succomber à l'inévitable et il finira par rejoindre sa femme morte dans une tombe recouverte de neige. Il survivra jusqu'à ce moment-là grâce à son courage physique, comme le montre la séquence impressionnante dans laquelle il est suspendu par une corde au-dessus d'une falaise et n'est sauvé qu'au dernier moment (durant le tournage, Sjöström faillit perdre la vie) »[5].